# Luís Inácio (300 Picaretas)
"Luís Inácio (300 Picaretas)" é uma canção composta por Herbert Vianna e interpretada pelos Paralamas do Sucesso no EP Vamo Batê Lata, lançado originalmente em 1995. Conta com a participação especial de Jairo Cliff, da banda de reggae Lord Maracanã, nos vocais.

## Composição
| “                                    | Há no congresso uma minoria que se preocupa e trabalha pelo país, mas há uma maioria de uns trezentos picaretas que defendem apenas seus próprios interesses. | ” |
| — Luiz Inácio Lula da Silva, em 1993 | |   |

A canção cita o escândalo que ficou conhecido como "Anões do Orçamento", e os nomes de dois dos deputados envolvidos nele (João Alves de Almeida e Genebaldo Correia). Cita também Humberto Lucena, então senador pelo estado da Paraíba. Refere-se também a parlamentares que detêm concessões de "rádio FM e de televisão", o que é expressamente proibido pela Constituição de 1988.
A música é similar a um rap, com letra extensa mais falada. O baterista João Barone a descreveu como um "cordel em forma baião, com roupagem funk".

## Censura
Assim que o EP Vamo Batê Lata foi lançado, a canção despertou a ira do então procurador da Câmara dos Deputados, Bonifácio José Tamm de Andrada (PTB-MG). Andrada conseguiu proibir a execução de "Luís Inácio" em um show dos Paralamas em Brasília (mesmo sem a canção constar no repertório). No show em questão, Vianna tocou "Proteção", do grupo Plebe Rude, como forma de retaliação à ação de Andrada.
Começou-se, então, uma longa discussão na qual os parlamentares queriam proibir a execução pública da canção (o que foi tido por toda a imprensa como sendo um ato inconstitucional que remetia aos tempos da censura imposta pela ditadura militar). Por fim, "Luís Inácio" teve sua execução vetada apenas nas rádios e em lojas de discos.

## Legado
No último show que fizeram em 2002, os Paralamas tocaram "Luís Inácio" em homenagem à eleição que definiu Lula como presidente. Em abril de 2003, os três membros do grupo receberam o título de cidadãos honorários de Brasília e foram recebidos pessoalmente pelo presidente Lula. Com a Câmara dos Deputados cheia, Herbert cantou, ao som de seu violão, um trecho da canção.
Em 2005, "Luís Inácio (300 Picaretas)" foi a segunda música mais lembrada pelos leitores do jornal O Globo para definir a crise política (atrás de "É Ladrão que Não Acaba Mais", de Bezerra da Silva).

## Créditos
- Herbert Vianna: voz, guitarra, violão e teclados
- Bi Ribeiro: baixo
- João Barone: bateria e percussão
- Jairo Cliff: voz
- Eduardo Lyra: percussão
- Senô Bezerra: trombone
- Demétrio Bezerra: trompete
- Monteiro Jr.: saxofone